# Tetrastichus coeruleus

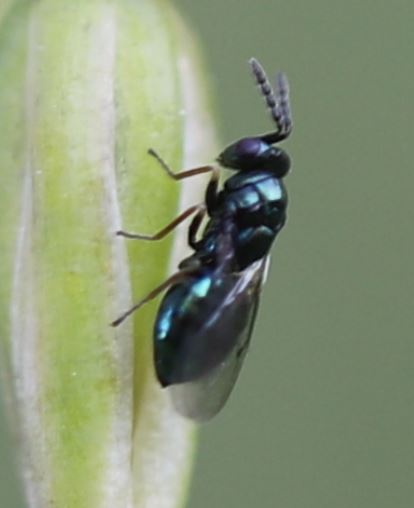

Tetrastichus coeruleus ist eine Erzwespe aus der Familie der Eulophidae. Der lateinische Namenszusatz coeruleus bedeutet „blaugrün“.

## Taxonomie
Die Art wurde von Christian Gottfried Daniel Nees von Esenbeck im Jahr 1834 als Eulophus coeruleus erstbeschrieben. In der Literatur findet man die Art häufig unter dem folgenden Synonym: Tetrastichus asparagi Crawford, 1909.

## Merkmale
Die Erzwespen sind etwa 2,5 mm lang. Ihr Körper ist blaugrün schimmernd. Die Facettenaugen sind braunrot gefärbt. Die überwiegend dunkel gefärbten Femora besitzen ein gelbes apikales Ende. Die Tibien und Tarsen sind gelbbraun. Am hinteren Ende des rundlichen Hinterleibs der Weibchen ist ein sehr kurzer Legestachel erkennbar. Die Vorderflügel weisen entlang dem Vorderrand eine charakteristische dunkle Flügelader auf.

## Verbreitung
Tetrastichus coeruleus kommt in Mittel- und Westeuropa vor. In England ist die Art ebenfalls vertreten. Im Süden reicht das Vorkommen über Italien bis nach Nordafrika. Ferner kommt die Art in der Nearktis vor.

## Lebensweise
Tetrastichus coeruleus ist ein gregärer koinobionter Ei-Larven-Endoparasitoid. Die Erzwespenart ist auf das Gemeine Spargelhähnchen (Crioceris asparagi) als Wirtsart spezialisiert. Die Weibchen stechen ihre Eier in die Käfereier, die sie an den Stängeln der Spargelpflanzen (Asparagus officinalis) vorfinden. Die geschlüpften Erzwespenlarven ernähren sich anfangs vom sich entwickelnden Käfer-Embryo. Nachdem die Käferlarve aus dem Ei geschlüpft ist, setzen die Endoparasitoide ihren Fraß im Inneren ihres Wirtes fort. Die Käferlarve erreicht schließlich die Verpuppungsreife und lässt sich zu Boden fallen, um sich im Boden zu verpuppen. Aus dem Puparium erscheinen später die voll-entwickelten Erzwespen. Gewöhnlich sind es zwischen 2 und 13 Erzwespen pro Wirtslarve, im Mittel etwa 4,75. Offenbar fressen die Erzwespen als Imago Käfereier, in welchen das Käferembryo noch nicht so weit entwickelt ist, während die Eier mit weiter entwickelten Embryos zur Eiablage (Oviposition) genutzt werden. Die Fortpflanzung der Erzwespen findet sowohl parthenogenetisch als auch geschlechtlich statt. Das Gemeine Spargelhähnchen bildet in Europa gewöhnlich zwei Generationen im Jahr, in wärmeren Gefilden sogar drei. Der Lebenszyklus der Erzwespen ist auf den ihrer Wirtsart abgestimmt und weicht nur wenige Tage von diesem ab. Tetrastichus coeruleus überwintert als Larve in der Puppenwiege des Wirtes.
Das Gemeine Spargelhähnchen gilt als ein Agrarschädling. Entsprechend wird Tetrastichus coeruleus als eine mögliche Option der biologischen Schädlingsbekämpfung angesehen.